# Сам (албум)
Сам је први соло албум српског хип хоп извођача Бошка Ћирковића познатијег под уметничким именом Шкабо, који је издао 2003. године. На албуму се налази 15 песама. Шкабо је добио награду, музичког магазина Тајмаут за најбољи хип хоп албум 2004.

## Песме
На албуму се налазе следеће песме: